# Sestrica (kommunhuvudort)
Sestrica är en kommunhuvudort i Spanien.   Den ligger i provinsen Provincia de Zaragoza och regionen Aragonien, i den nordöstra delen av landet, 210 km nordost om huvudstaden Madrid. Sestrica ligger 569 meter över havet och antalet invånare är 464.
Terrängen runt Sestrica är kuperad. Runt Sestrica är det ganska glesbefolkat, med 43 invånare per kvadratkilometer. Närmaste större samhälle är Calatayud, 15,2 km söder om Sestrica. Omgivningarna runt Sestrica är i huvudsak ett öppet busklandskap.